# Setodyschirius
Setodyschirius is een geslacht van kevers uit de familie van de loopkevers (Carabidae). De wetenschappelijke naam van het geslacht is voor het eerst geldig gepubliceerd in 1996 door Fedorenko.

## Soorten
Het geslacht Setodyschirius omvat de volgende soorten:
- Setodyschirius jabiru Bulirsch, 2011
- Setodyschirius kangaroo Bulirsch, 2011
- Setodyschirius macleayi (Sloane, 1896)
- Setodyschirius mastersii (Macleay, 1866)
- Setodyschirius monteithianus Bulirsch, 2011
- Setodyschirius ovensensis (Blackburn, 1891)
- Setodyschirius pseudozonatus Bulirsch, 2011
- Setodyschirius stephensii (Macleay, 1865)
- Setodyschirius storeyi Bulirsch, 2011
- Setodyschirius torrensensis (Blackburn, 1890)
- Setodyschirius weiri Bulirsch, 2011
- Setodyschirius wilsoni (Sloane, 1923)
- Setodyschirius zonatus (Putzeys, 1868)